# On My Way (Phil Ochs)
On My Way è un album postumo di Phil Ochs uscito il 22 giugno 2010 e registrato nel 1963 da Roy Connors dei The Highwaymen.

## Tracce
1. The A.M.A. Song – 2:12
2. The Ballad of Davey Moore – 3:27
3. On My Way – 2:49
4. Morning – 1:57
5. The Ballad of U.S. Steel – 1:48
6. Once I Lived the Life of a Commissar – 1:46
7. Lou Marsh – 2:53
8. New Town – 2:11
9. Hazard, Kentucky – 2:41
10. Time Was – 2:05
11. I'll Be There – 2:22
12. Paul Crump – 3:57
13. The Ballad of William Worthy – 2:47
14. Power and the Glory – 3:03
15. The Ballad of Oxford, Mississippi – 3:13
16. Talking Cuban Crisis – 2:31
17. How Long – 3:20
18. Never Again – 2:34
19. Don't Try Again – 1:49
20. First Snow – 1:56
21. Bobby Dylan Record – 1:48
22. The Ballad of Ruben Jaramillo – 3:13
23. The Ballad of Alfred Packer – 3:06
24. Talking Airplane Disaster – 3:31
25. Spanish Lament – 2:21